# Ардоре
Ардоре (итал. Ardore) — коммуна в Италии, расположена в области Калабрия, подчиняется административному центру метропольный город Реджо-ди-Калабрия.
Население коммуны, на 01.01.2024 года, составляет 4845 человек, плотность населения ─ 147,83 чел./км². Коммуна занимает площадь — 32,77 км².
Почтовый индекс — 89031. Телефонный код — 0964.
Святым покровителем коммуны почитается Леонард Ноблакский, день его памяти ежегодно отмечается 6 ноября.
Ардоре соседствует со следующими коммунами: Бенестаре, Бовалино, Чимина, Плати, Сант-Иларио делло Ионио

## Демография
Название жителей коммуны — ардорези.